# Lawall
Lawall (también escrito como LAWALL) fue una banda mexicana de indie pop formada en el año 2013, originaria de la ciudad de Colima. Está integrada por Carlos Gustavo Borja (voz, guitarra), Óscar Vargas (guitarra, coros), Alberto Herrera (sintetizador, coros, percusiones), Xavier Gómez (bajo, coros) y Enzo Daniel Borja (batería, coros). Lanzaron su primer sencillo titulado "140" en el año 2013 y actualmente cuentan con 3 vídeos musicales.
La banda lanzó su primer álbum "La playa de los 90" en el año 2015. Fue seleccionada el mismo año por la revista Rolling Stone como una de "Las 10 mejores producciones independientes en Latinoamérica de 2015".

## Historia

### Formación
La banda fue formada en el 2013 por los hermanos Carlos Gustavo, Enzo Daniel Borja y los amigos Xavier Gómez, Alberto Herrera y Óscar Vargas. La idea surge de la evolución de proyectos musicales entre Carlos, Enzo y Xavier, amigos e integrantes de "Estéril System", banda que los unió desde 2009 hasta 2012, pasando por distintos géneros musicales. En el año 2012, Alberto Herrera se une a la agrupación, cambiando su estilo y nombre. En el 2013 deciden finalmente nombrar a la banda como Lawall, lanzando su primero sencillo y vídeo musical "140". En dicho vídeo, Óscar Vargas no formaba parte de la agrupación como guitarrista, pero se le puede ver en él. Finalmente se incluye a Óscar Vargas como guitarrista líder. En el 2015 lanzan su primer álbum, "La Playa de los 90".

### La playa de los 90(2015)
A finales del 2014, el grupo publicó en su página de Facebook un futuro álbum. Finalmente, "La playa de los 90" es presentado el 6 de febrero de 2015 en una versión Demo, el cual contenía 7 canciones y una extra. Más adelante, en cooperación con el sello Rock Juvenil, publican a la venta una versión de estudio de La playa de los 90.

#### Lista de canciones
1. Steven
2. Señorita
3. Sembrando
4. Creativo
5. Años 90
6. Tierra Mojada
7. 140

### Flores y Leones(2016-presente)
A mediados del 2016, anuncian un futuro álbum de estudio llamado "Flores y Leones", el cual aún no tiene fecha de publicación. La banda ha mencionado que el álbum está planeado para ser publicado a finales del año 2017.

## Miembros
- Carlos Gustavo Borja – Voz, guitarra (2013 – Presente)
- Óscar Vargas - Guitarra líder, coros (2013 – Presente)
- Xavier Gómez –  Bajo, coros (2013 – Presente)
- Alberto Herrera – Sintetizador, coros, percusiones (2013 – Presente)
- Enzo Daniel Borja – Batería, coros (2013 – Presente)

## Discografía

### Álbumes de estudio
| Título             | Detalles del álbum   | Detalles del álbum | Detalles del álbum |
| Título             | Fecha de Lanzamiento | Sello discográfico | Formato            |
| ------------------ | -------------------- | ------------------ | ------------------ |
| La Playa de los 90 | 6 de febrero de 2015 | Rock Juvenil       | CD                 |
| Flores y Leones    | —                    | —                  | —                  |

### Videos musicales
| Año  | Canción    | Álbum              |
| ---- | ---------- | ------------------ |
| 2013 | "140"      | La Playa de los 90 |
| 2015 | "Creativo" | La Playa de los 90 |
| 2016 | "Señorita" | La Playa de los 90 |